# 通天酒業
中國通天酒業集團有限公司，簡稱中國通天酒業集團、中國通天酒業，以及通天酒業（英語：China Tontine Wines Group Limited，港交所：0389），在2001年由王光遠、張和彬，以及王麗娟創立，也是首家位於吉林省通化市民營企業酒業公司。
業務專門在中國內地生産及銷售甜酒及干酒產品，主要品牌為「通天」及「通天紅」。總部位於香港中環干諾道中168-200號信德中心西翼36樓3612室，以及中國吉林省通化縣團結路2199號。股份在2009年11月19日於香港交易所上主板上市，招股價為每股1.05元至1.4港元，共發售約4.14億股，當中8279萬股為舊股，3.31億股為新股，最多集資4.64億港元。中央嚴控三公消費 ，酒業屢傳不利消息，酒的水源受到嚴重污染。2013年4月26日股價低開1%後，跌至15%，低見0.405元，跌至上市以來低位。
通天2月初曾發盈警，公司3月公布的全年業績，盈利大跌52%，但手頭現金達11億元人民幣，比本身市值9億元更高，惟公司並未有派發中期息，令市場失望。

## 連結
- Tontine-Wines.com.hk （页面存档备份，存于）